# Roger Rio
Roger Rio (ur. 13 lutego 1913 w Dunkierce, zm. 23 kwietnia 1999 w Le Petit-Quevilly) – francuski piłkarz, reprezentant kraju, grający na pozycji pomocnika.

## Kariera klubowa
Rio urodził się w Dunkierce, a całą swoją karierę piłkarską spędził w FC Rouen. Do pierwszej drużyny został włączony w 1931. Drużyna od sezonu 1933/34 występowała w Division 2. Sezon 1935/36 zakończył się awansem do Première Division, a Rio zakończył sezon z 23 bramkami na koncie. 
Na najwyższym poziomie rozgrywkowym we Francji występował łącznie przez 5 sezonów (w latach 1939–1945 przerwa w rozgrywkach spowodowana II wojną światową). W Première Division zagrał w 139 spotkaniach, w których strzelił 37 bramek. FC Rouen reprezentował do 1951, kiedy to postanowił w wieku 38 lat zakończyć karierę piłkarską. Łącznie w barwach les Diables Rouges wystąpił 294 razy, strzelając 98 bramek. 
| Sezon   | Klub     | Kraj    | Liga              | Mecze | Gole |
| ------- | -------- | ------- | ----------------- | ----- | ---- |
| 1931/32 | FC Rouen | Francja |                   |       |      |
| 1932/33 | FC Rouen | Francja |                   |       |      |
| 1933/34 | FC Rouen | Francja | Division 2        | 23    | 9    |
| 1934/35 | FC Rouen | Francja | Division 2        | 22    | 7    |
| 1935/36 | FC Rouen | Francja | Division 2        | 34    | 23   |
| 1936/37 | FC Rouen | Francja | Première Division | 24    | 6    |
| 1937/38 | FC Rouen | Francja | Première Division | 29    | 7    |
| 1938/39 | FC Rouen | Francja | Première Division | 28    | 4    |
| 1939/40 | FC Rouen | Francja |                   |       |      |
| 1940/41 | FC Rouen | Francja |                   |       |      |
| 1941/42 | FC Rouen | Francja |                   |       |      |
| 1942/43 | FC Rouen | Francja |                   |       |      |
| 1943/44 | FC Rouen | Francja |                   |       |      |
| 1944/45 | FC Rouen | Francja |                   |       |      |
| 1945/46 | FC Rouen | Francja | Première Division | 33    | 16   |
| 1946/47 | FC Rouen | Francja | Première Division | 25    | 4    |
| 1947/48 | FC Rouen | Francja | Division 2        | 10    | 2    |
| 1948/49 | FC Rouen | Francja | Division 2        | 2     | 0    |
| 1949/50 | FC Rouen | Francja | Division 2        | 4     | 2    |
| 1950/51 | FC Rouen | Francja | Division 2        | 19    | 0    |

## Kariera reprezentacyjna
Rio pierwsze spotkanie w reprezentacji Francji rozegrał 12 lutego 1933 przeciwko Austrii. Spotkanie zakończyło się porażką Trójkolorowych 0:4. 
W 1934 został powołany na Mistrzostwa Świata. Wystąpił w jedynym spotkaniu z reprezentacją Austrii, przegranym 2:3. Ostatni mecz Rio w drużynie narodowej miał miejsce 21 marca 1937. Przeciwnikiem była drużyna III Rzeszy, a spotkanie zakończyło się porażką Francji 0:4.
Łącznie Rio w latach 1933–1937 zaliczył 18 występów w kadrze, w których strzelił 4 bramki.
| Mecze i gole w reprezentacji | Mecze i gole w reprezentacji | Mecze i gole w reprezentacji | Mecze i gole w reprezentacji | Mecze i gole w reprezentacji | Mecze i gole w reprezentacji | Mecze i gole w reprezentacji |
| #                            | Data                         | Miasto                       | Przeciwnik                   | Gol                          | Wynik                        | Rozgrywki                    |
| ---------------------------- | ---------------------------- | ---------------------------- | ---------------------------- | ---------------------------- | ---------------------------- | ---------------------------- |
| 1.                           | 12.02.1933                   | Paryż                        | Austria                      |                              | 0:4                          | towarzyski                   |
| 2.                           | 19.03.1933                   | Berlin                       | III Rzesza                   | Gol                          | 3:3                          | towarzyski                   |
| 3.                           | 26.03.1933                   | Colombes                     | Belgia                       | Gol                          | 3:0                          | towarzyski                   |
| 4.                           | 23.04.1933                   | Colombes                     | Hiszpania                    |                              | 1:0                          | towarzyski                   |
| 5.                           | 25.05.1933                   | Colombes                     | Walia                        |                              | 1:1                          | towarzyski                   |
| 6.                           | 10.06.1933                   | Praga                        | Czechosłowacja               |                              | 0:4                          | towarzyski                   |
| 7.                           | 06.12.1933                   | Londyn                       | Anglia                       |                              | 1:4                          | towarzyski                   |
| 8.                           | 11.03.1934                   | Paryż                        | Szwajcaria                   |                              | 0:1                          | towarzyski                   |
| 9.                           | 15.04.1934                   | Luksemburg                   | Luksemburg                   |                              | 6:1                          | El. MŚ 1934                  |
| 10.                          | 10.05.1934                   | Amsterdam                    | Holandia                     |                              | 5:4                          | towarzyski                   |
| 11.                          | 27.05.1934                   | Turyn                        | Austria                      |                              | 2:3                          | MŚ 1934                      |
| 12.                          | 16.12.1934                   | Paryż                        | Jugosławia                   |                              | 3:2                          | towarzyski                   |
| 13.                          | 24.01.1935                   | Madryt                       | Hiszpania                    |                              | 0:2                          | towarzyski                   |
| 14.                          | 09.02.1936                   | Paryż                        | Czechosłowacja               |                              | 0:3                          | towarzyski                   |
| 15.                          | 08.03.1936                   | Colombes                     | Belgia                       | Gol                          | 3:0                          | towarzyski                   |
| 16.                          | 24.01.1937                   | Paryż                        | Austria                      |                              | 1:2                          | towarzyski                   |
| 17.                          | 21.02.1937                   | Bruksela                     | Belgia                       | Gol                          | 1:3                          | towarzyski                   |
| 18.                          | 21.03.1937                   | Stuttgart                    | III Rzesza                   |                              | 0:4                          | towarzyski                   |

## Sukcesy
FC Rouen
- Mistrzostwo Division 2 (1): 1935/36